# هولگر ساندر
هولگر ساندر (آلمانی: Holger Zander؛ زادهٔ ۲۴ مهٔ ۱۹۴۳) قایقران کایاک اهل آلمان است.